# クール・ボーダーズ
クール・ボーダーズ（Grind）は2003年のアメリカ合衆国のコメディ映画。プロのスケートボーダーになりたい3人の若者の姿を描き出した。

## ストーリー
クラスメートの大半が同じ大学に進学しようとする中で、エリックとその親友のダスティンとマットはプロのスケートボーダーに自分たちの実力を認めてもらい、プロの世界へ進むべく夏休みに旅に出る。そして、伝説のスケートボーダーであるジミー・ウィルソンのスケート・デモツアーが行われている街にたどり着いた。3人はジミーの大胆な演技を見た瞬間に、ジミーのチームに加われるのではないかと思った。そこで、ジミーに直談判しに向かうが、ジミーのマネージャーに追い返されてしまう。しかし、マネージャーは3人に「スケートに打ち込みなさい。自分に正直でいなさい。素晴らしい腕前になったとき、自ずと名前は知れ渡るものだ。」というアドバイスをする。3人は「ジミーの全米ツアーへの参加」という夢に向かってチームを組んだ。しかし、資金が足りなかったため渋々ダスティンと彼の大学の金銭的な支援を受けることになった。  
色男ルーもチームに加え、彼のバンで旅をすることになった。シカゴからサンタモニカへの旅の途中、彼ら4人はチーム「スーパー・デューパー」を結成した。しかし、プロの目に留まることはなく、4人は苦難の日々に一丸となって立ち向かっていく。
こうしてプロを目指してひたむきに努力していった4人は、さまざまな人々と出会い成長していくのだった。

## キャスト
- エリック・リバース - マイク・ヴォーゲル
- スウィート・ルー・シンガー - ジョーイ・カーン
- ダスティン・ナイト - アダム・ブロディ
- ジャミー - ジェニファー・モリソン
- マット・ジェンセン - ヴィンス・ヴィーラフ
- ジミー・ウィルソン - ジェイソン・ロンドン
- ウィノナ - サマー・オルティス
- 妊婦 - エリン・マーフィー
- キャメロン - スティーヴン・ルート
- ミスター・リバース - クリストファー・マクドナルド
- 毛深い男 - ブライアン・ポセーン
- リトル・ティミー - ジェイソン・アキュナ
- ジョック・ジェンセン - ランディ・クエイド
- デニス・ジェンセン - リンゼイ・フェルトン
- ライバルスケートボーダー#3 - エレン・マクーギー
- サンディ・ムーア - ションダ・ファー
- ベル・クラーク - ボブキャット・ゴールドスウェイト
- コロラド州のスケートボードショップの店主 - トム・グリーン
- ロッド・ジェームス - ライアン・シェクラー
- ギレルモ・アギュラー - 本人
- プレストン・レイシー - 本人
- バム・マージェラ - 本人

## サウンドトラック
2003年8月12日、レゲエ、ヒップホップ、ロックの3種の音楽からなるサウンドトラックがアトランティック・レコードがら発売された。

## 評価
批評家からの評価はよくない。映画批評集積サイトのRotten Tomatoesには、72件のレビューがあり、批評家支持率は8％、平均点は10点満点で3.1点となっている。また、Metacriticには、24件のレビューがあり、加重平均値は30/100となっている。

## 参照
1. 1 2  “Grind” (英語).  Box Office Mojo. 2014年2月4日閲覧。
2. ↑  “Grind (2003)” (英語).  Rotten Tomatoes. 2014年2月6日閲覧。
3. ↑  “Grind” (英語).  Metacritic. 2014年2月6日閲覧。